# 4e division légère de cavalerie
Pour les articles homonymes, voir 4e division.
La 4e division légère de cavalerie (4e DLC) est une division de cavalerie de l'armée de terre française qui a participé à la Seconde Guerre mondiale.
Elle est créée le 16 février 1940 pour participer à la manœuvre de retardement en Ardenne. Celle-ci se déroule du 10 au 12 mai 1940, sans ralentir suffisamment les Allemands. La division s'oppose ensuite à la percée de Dinant. Après 10 jours de combats, seuls très peu d'éléments ont échappé à la destruction. Ils forment alors la 7e division légère mécanique le 5 juin 1940.

## Création et différentes dénominations
- 16 février 1940 : création de la 4e division légère[1] à partir de la 2e division de cavalerie
- 3 mars 1940 : renommée en 4e division légère de cavalerie[1]
- 5 juin 1940 : transformation en 7e division légère mécanique

## Commandants
- 16 février 1940 - 15 mai 1940 (†) : général de division Barbe
- 15 mai 1940 - … : colonel Marteau

## Seconde Guerre mondiale

### Drôle de guerre

#### Création
En février 1940, le commandement français, suivant ce qu'il a décidé en novembre 1939, procède à la transformation des trois divisions de cavalerie en cinq divisions légères de cavalerie pour réaliser une action de retardement en Ardenne,. Ce changement n'apporte pas plus de puissance à l'ensemble mais plus souplesse. Ces nouvelles divisions comportent une brigade de cavalerie (BC) avec deux régiments hippomobiles (chasseur, cuirassier ou hussard) totalisant 2 000 cavaliers et 8 canons antichars, une brigade légère motorisée (BLM) réunissant un régiment d'automitrailleuses et un régiment de dragons portés, un régiment d'artillerie tractée constitue l'artillerie divisionnaire. Ce régiment d'artillerie doit recevoir un groupe de 75 modèle 97 tracté tous terrains et un de 105 C modèle 35 (12 pièces par groupe). Le régiment d'automitrailleuses est constitué d'un escadron d'automitrailleuses de découverte (douze AMD 178), d'un escadron d'automitrailleuses de combat (douze H35) et de deux escadrons motocyclistes. Le régiment de dragons portés comporte deux escadrons mixtes, chacun ayant deux pelotons d'automitrailleuses de reconnaissance et deux pelotons motocyclistes. Ces divisions légères de cavalerie doivent être engagées en Ardenne avec des groupes de reconnaissances de division d'infanterie (GRDI) et de corps d'armée (GRCA) pour retarder l'avance allemande dans cette région.
La 4e division légère est ainsi créée sous le commandement du général Barbe à partir de la 2e DC dont elle récupère la 4e brigade de cavalerie et le 77e régiment d'artillerie. Elle est sous le commandement direct de la 9e armée. En mars elle est renommée 4e division légère de cavalerie.

#### Mission sur la Meuse et en Ardenne
En mars, alors que les DLC se constituent, la mission qu'elles doivent accomplir est précisée par le haut commandement. La 4e DLC qui est dans la région de Trélon doit d'abord (jour J1) en s'organisant en deux groupements ayant chacun leur itinéraire (groupement nord et sud) sécuriser la Meuse entre le fort de Dave et Yvoir (correspondant au front à tenir par le IIe corps d'armée), envoyer de l'autre côté du fleuve ses détachements de sûreté sur une ligne Dorinne – Maillen, et ses découvertes en direction de Stavelot et Malmedy,. Dès que le fleuve sera suffisamment défendu, à l'ordre du commandant de l'armée la division passera sur la rive est, le groupement nord sur l'axe Godinne – Assesse – Durbuy et le sud sur l'axe Yvoir – Ciney – Marche-en-Famenne – Grandménil ; sur sa gauche progresseront un groupement de GRDI et GRCA et sur sa droite la 1re DLC.

## Composition
4e brigade de cavalerie
- 8e régiment de dragons
- 31e régiment de dragons

14e brigade légère motorisée
- 4e régiment d'automitrailleuses (4e RAM)
- 14e régiment de dragons portés (14e RDP)
- 4e escadron divisionnaire antichar (administré par le 4e RAM)
- 4e escadron de réparation divisionnaire (administré par le 14e RDP)

Artillerie
- 77e régiment d'artillerie
  - 10e/77e batterie divisionnaire antichar
- 714/409e régiment d'artillerie de défense contre aéronefs (formé le 12 mai 1940)

Génie
- compagnie de sapeurs mineurs 33/01

Transmissions
- compagnie mixte de transmissions 33/84

Train
- compagnie hippomobile 33/9
- compagnie automobile 133/9

Intendance
- groupe d'exploitation divisionnaire 33

Santé
- groupe sanitaire divisionnaire 33

Forces aériennes
- FA 34 (commandement aérien)
- groupe aérien d'observation 544 (n'est pas organique à la division)

Source pour la composition : Mary 2009, p. 452 et atf40.fr.